# Seletiva para a Libertadores
Seletiva para a Libertadores foi uma competição nacional organizada pela CBF realizada apenas no ano de 1999, com times brasileiros, para definir uma vaga para a Copa Libertadores da América de 2000. Foi disputada no sistema de mata-mata, com partidas de ida e volta e, reuniu equipes da primeira divisão. O Atlético Paranaense venceu a seletiva e ficou com a vaga para a disputa da competição continental.

## Troféu

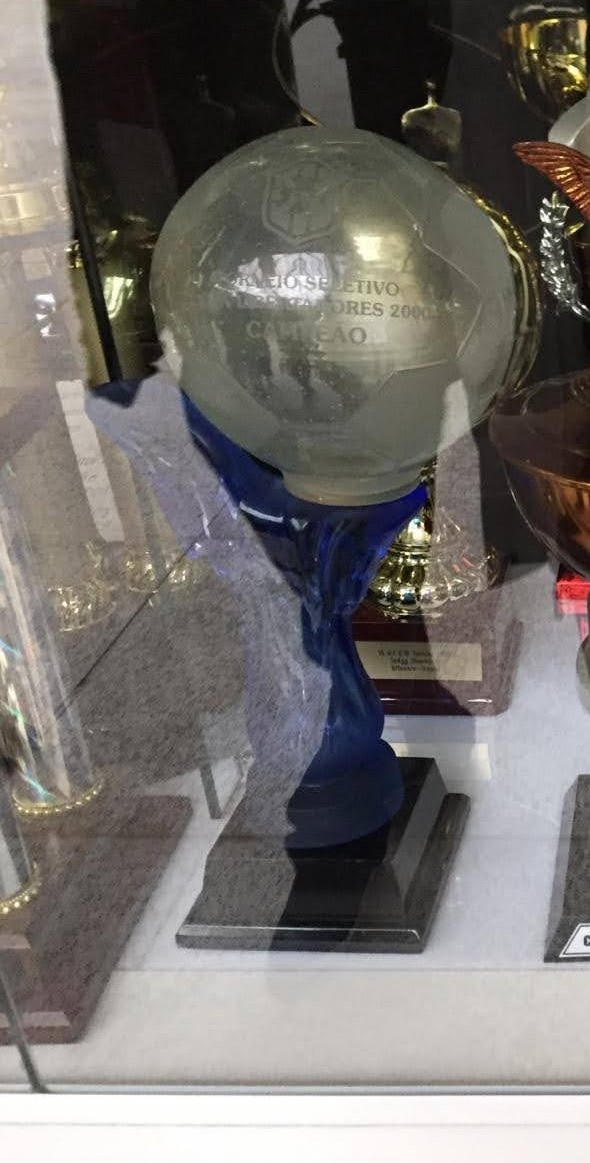
Taça da Seletiva de 1999 com o logotipo da CBF, exposta no memorial do Athletico.

## Critério
De 1999 para 2000 a CONMEBOL modificou radicalmente os critérios de inclusão na Copa Libertadores da América: o número de participantes saltou de 24 para 32 e o sistema de 2 vagas por país, em vigor desde 1966, foi substituído por um novo critério, em que Brasil e Argentina teriam 4 vagas, México e Venezuela disputariam 2 vagas num grupo classificatório, e os demais países teriam 3 vagas cada. Excepcionalmente, na Copa Libertadores da América de 2000, o Brasil teria 5 vagas: para o campeão da Copa Libertadores da América de 1999 (Palmeiras), para o campeão e o vice do Campeonato Brasileiro (que viriam a ser Corinthians e Atlético Mineiro), para o vencedor da Copa do Brasil (Juventude) e mais uma vaga, que ainda não estava regulamentada.
Em função disso, a CBF instituiu, apenas em 1999, a Seletiva da Libertadores, um torneio eliminatório que seria disputado em paralelo à Fase Final do Campeonato Brasileiro, pelos clubes que não mais tivessem possibilidade de chegar à Final. Participariam da Seletiva os clubes classificados até o 16º lugar do Campeonato, desde que não tivessem sido rebaixados. Como o Palmeiras (10º) já tinha vaga na Libertadores, e como o Gama (15º) fora rebaixado pela média, abriram-se duas vagas: uma foi preenchida pelo Grêmio (18º) e a outra foi disputada pelos únicos não rebaixados que sobraram: Portuguesa (21º) e Sport (22º).

## Equipes participantes
| Equipe              | Cidade         | Estado | Estádio          |
| ------------------- | -------------- | ------ | ---------------- |
| Atlético Paranaense | Curitiba       | PR     | Arena da Baixada |
| Botafogo            | Rio de Janeiro | RJ     | Maracanã         |
| Coritiba            | Curitiba       | PR     | Couto Pereira    |
| Cruzeiro            | Belo Horizonte | MG     | Mineirão         |
| Flamengo            | Rio de Janeiro | RJ     | Maracanã         |
| Grêmio              | Porto Alegre   | RS     | Olímpico         |
| Guarani             | Campinas       | SP     | Brinco de Ouro   |
| Internacional       | Porto Alegre   | RS     | Beira-Rio        |
| Ponte Preta         | Campinas       | SP     | Moisés Lucarelli |
| Portuguesa          | São Paulo      | SP     | Canindé          |
| Santos              | Santos         | SP     | Vila Belmiro     |
| São Paulo           | São Paulo      | SP     | Morumbi          |
| Sport               | Recife         | PE     | Ilha do Retiro   |
| Vasco da Gama       | Rio de Janeiro | RJ     | São Januário     |
| Vitória             | Salvador       | BA     | Barradão         |

## Regulamento
- Fase Preliminar: As equipes que ficaram em 17° e 18° no Campeonato Brasileiro de 1999, fazem uma disputa para entrar na seletiva.
- Primeira Fase: As equipes que ficaram entre o 9º até o 15º colocado no Campeonato Brasileiro de Futebol de 1999, mais a equipe que venceu a Fase Preliminar, disputam duas partidas para ver qual a melhor equipe. O vencedor passa de fase.
- Segunda Fase: Todas as equipes que venceram na Primeira Fase e os times que foram eliminados nas Quartas-de-Final do Campeonato Brasileiro de Futebol de 1999, disputam a Segunda Fase, com o mesmo esquema que a Primeira Fase (ida e volta).
- Terceira Fase: Todos os 4 times vencedores da Segunda fase passam para a Terceira Fase.
- Semi final: Os vencedores da terceira fase vão disputar a Semifinal com os eliminados da Semifinal do Campeonato Brasileiro de Futebol de 1999.
- Final: Os dois vencedores das Semifinais vão decidir o título em partida de ida e volta.
- Em caso de empate no saldo de gols classifica-se a equipe melhor classificada no Campeonato Brasileiro de 1999.

## Jogos

### Fase preliminar
Em itálico, os times que possuem o mando de campo no primeiro jogo do confronto e em negrito os times classificados.
| Equipe 1 | Total | Equipe 2   | 1.º jogo | 2.º jogo |
| -------- | ----- | ---------- | -------- | -------- |
| Sport    | 3–4   | Portuguesa | 3–1      | 0–3      |

### Primeira fase
Em itálico, os times que possuem o mando de campo no primeiro jogo do confronto e em negrito os times classificados.
| Equipe 1      | Total | Equipe 2             | 1.º jogo | 2.º jogo |
| ------------- | ----- | -------------------- | -------- | -------- |
| Internacional | 2–1   | Flamengo             | 1–0      | 1–1      |
| Grêmio        | 3–1   | Santos               | 2–1      | 1–0      |
| Botafogo      | 2–4   | Coritiba             | 1–1      | 1–3      |
| Portuguesa    | 3–3   | Atlético Paranaense* | 3–1      | 0–2      |

* Vencedor do confronto pela melhor campanha no Brasileiro.

### Fase final
|  | Oitavas de final    | Oitavas de final    | Oitavas de final | Oitavas de final |   |               | Quartas de final | Quartas de final | Quartas de final | Quartas de final |  |                     | Semifinais          | Semifinais | Semifinais | Semifinais |  |  | Final | Final | Final | Final |
|  |                     |                     |                  |                  |   |               |                  |                  |                  |                  |  |                     |                     |            |            |            |  |  |       |       |       |       |
|  |                     |                     |                  |                  |   |               |                  |                  |                  |                  |  |                     |                     |            |            |            |  |  |       |       |       |       |
|  | Grêmio              | 1                   | 1                | 2                |   |               |                  |                  |                  |                  |  |                     |                     |            |            |            |  |  |       |       |       |       |
|  | Internacional *     | 1                   | 1                | 2                |   |               |                  |                  |                  |                  |  |                     |                     |            |            |            |  |  |       |       |       |       |
|  | Internacional *     | 1                   | 1                | 2                |   | Internacional | 1                | 1                | 2                |                  |  |                     |                     |            |            |            |  |  |       |       |       |       |
|  |                     |                     |                  |                  |   | Internacional | 1                | 1                | 2                |                  |  |                     |                     |            |            |            |  |  |       |       |       |       |
|  |                     | Atlético Paranaense | 1                | 2                | 3 |               |                  |                  |                  |                  |  |                     |                     |            |            |            |  |  |       |       |       |       |
|  | Coritiba            | Atlético Paranaense | 1                | 2                | 3 | 1             | 2                | 3                |                  |                  |  |                     |                     |            |            |            |  |  |       |       |       |       |
|  | Coritiba            |                     |                  |                  |   | 1             | 2                | 3                |                  |                  |  |                     |                     |            |            |            |  |  |       |       |       |       |
|  | Atlético Paranaense | 4                   | 1                | 5                |   |               |                  |                  |                  |                  |  |                     |                     |            |            |            |  |  |       |       |       |       |
|  | Atlético Paranaense | 4                   | 1                | 5                |   |               |                  |                  |                  |                  |  | Atlético Paranaense | 4                   | 1          | 5          |            |  |  |       |       |       |       |
|  |                     |                     |                  |                  |   |               |                  |                  |                  |                  |  | Atlético Paranaense | 4                   | 1          | 5          |            |  |  |       |       |       |       |
|  |                     | São Paulo           | 2                | 2                | 4 |               |                  |                  |                  |                  |  |                     |                     |            |            |            |  |  |       |       |       |       |
|  | São Paulo**         | São Paulo           | 2                | 2                | 4 |               |                  |                  |                  |                  |  |                     |                     |            |            |            |  |  |       |       |       |       |
|  |                     |                     |                  |                  |   |               |                  |                  |                  |                  |  |                     |                     |            |            |            |  |  |       |       |       |       |
|  |                     |                     |                  |                  |   |               |                  |                  |                  |                  |  |                     |                     |            |            |            |  |  |       |       |       |       |
|  |                     | São Paulo **        |                  |                  |   |               |                  |                  |                  |                  |  |                     |                     |            |            |            |  |  |       |       |       |       |
|  |                     |                     |                  |                  |   |               |                  |                  |                  |                  |  |                     |                     |            |            |            |  |  |       |       |       |       |
|  |                     |                     |                  |                  |   |               |                  |                  |                  |                  |  |                     |                     |            |            |            |  |  |       |       |       |       |
|  |                     |                     |                  |                  |   |               |                  |                  |                  |                  |  |                     |                     |            |            |            |  |  |       |       |       |       |
|  |                     |                     |                  |                  |   |               |                  |                  |                  |                  |  |                     |                     |            |            |            |  |  |       |       |       |       |
|  |                     |                     |                  |                  |   |               |                  |                  |                  |                  |  |                     |                     |            |            |            |  |  |       |       |       |       |
|  |                     |                     |                  |                  |   |               |                  |                  |                  |                  |  |                     | Atlético Paranaense | 3          | 1          | 4          |  |  |       |       |       |       |
|  |                     |                     |                  |                  |   |               |                  |                  |                  |                  |  |                     |                     |            |            |            |  |  |       |       |       |       |
|  |                     | Cruzeiro            | 0                | 2                | 2 |               |                  |                  |                  |                  |  |                     |                     |            |            |            |  |  |       |       |       |       |
|  | Ponte Preta         | Cruzeiro            | 0                | 2                | 2 | 3             | 1                | 4                |                  |                  |  |                     |                     |            |            |            |  |  |       |       |       |       |
|  | Ponte Preta         |                     |                  |                  |   | 3             | 1                | 4                |                  |                  |  |                     |                     |            |            |            |  |  |       |       |       |       |
|  | Vasco da Gama*      | 2                   | 2                | 4                |   |               |                  |                  |                  |                  |  |                     |                     |            |            |            |  |  |       |       |       |       |
|  | Vasco da Gama*      | 2                   | 2                | 4                |   | Vasco da Gama | 3                | 2                | 5                |                  |  |                     |                     |            |            |            |  |  |       |       |       |       |
|  |                     |                     |                  |                  |   | Vasco da Gama | 3                | 2                | 5                |                  |  |                     |                     |            |            |            |  |  |       |       |       |       |
|  |                     | Cruzeiro *          | 1                | 4                | 5 |               |                  |                  |                  |                  |  |                     |                     |            |            |            |  |  |       |       |       |       |
|  | Guarani             | Cruzeiro *          | 1                | 4                | 5 | 3             | 0                | 3                |                  |                  |  |                     |                     |            |            |            |  |  |       |       |       |       |
|  | Guarani             |                     |                  |                  |   | 3             | 0                | 3                |                  |                  |  |                     |                     |            |            |            |  |  |       |       |       |       |
|  | Cruzeiro            | 1                   | 3                | 4                |   |               |                  |                  |                  |                  |  |                     |                     |            |            |            |  |  |       |       |       |       |
|  | Cruzeiro            | 1                   | 3                | 4                |   |               |                  |                  |                  |                  |  | Cruzeiro            | 3                   | 2          | 5          |            |  |  |       |       |       |       |
|  |                     |                     |                  |                  |   |               |                  |                  |                  |                  |  | Cruzeiro            | 3                   | 2          | 5          |            |  |  |       |       |       |       |
|  |                     | Vitória             | 1                | 1                | 2 |               |                  |                  |                  |                  |  |                     |                     |            |            |            |  |  |       |       |       |       |
|  | Vitória **          | Vitória             | 1                | 1                | 2 |               |                  |                  |                  |                  |  |                     |                     |            |            |            |  |  |       |       |       |       |
|  |                     |                     |                  |                  |   |               |                  |                  |                  |                  |  |                     |                     |            |            |            |  |  |       |       |       |       |
|  |                     |                     |                  |                  |   |               |                  |                  |                  |                  |  |                     |                     |            |            |            |  |  |       |       |       |       |
|  |                     | Vitória **          |                  |                  |   |               |                  |                  |                  |                  |  |                     |                     |            |            |            |  |  |       |       |       |       |
|  |                     |                     |                  |                  |   |               |                  |                  |                  |                  |  |                     |                     |            |            |            |  |  |       |       |       |       |
|  |                     |                     |                  |                  |   |               |                  |                  |                  |                  |  |                     |                     |            |            |            |  |  |       |       |       |       |
|  |                     |                     |                  |                  |   |               |                  |                  |                  |                  |  |                     |                     |            |            |            |  |  |       |       |       |       |
|  |                     |                     |                  |                  |   |               |                  |                  |                  |                  |  |                     |                     |            |            |            |  |  |       |       |       |       |
|  |                     |                     |                  |                  |   |               |                  |                  |                  |                  |  |                     |                     |            |            |            |  |  |       |       |       |       |

* Vencedor do confronto pela melhor campanha no Brasileiro.
** Classificados direto para as Semifinais em virtude de terem sido eliminados nas Semifinais da fase final do Brasileiro.

## Premiação
| Torneio Seletivo da Libertadores |
| Paraná                           |
| -------------------------------- |
| Atlético Paranaense Campeão      |